# Трофимовщинское сельское поселение
Трофимовщинское се́льское поселе́ние — муниципальное образование в Ромодановском районе Мордовии Российской Федерации.
Административный центр — село Трофимовщина.

## История
Статус и границы сельского поселения установлены Законом Республики Мордовия от 1 декабря 2004 года № 99-З «Об установлении границ муниципальных образований Ромодановского муниципального района, Ромодановского муниципального района и наделении их статусом сельского поселения и муниципального района».
Законом от 17 мая 2018 года N 46-З Уришкинское сельское поселение и сельсовет были упразднены, а входивший в их состав населённый пункт (село  Уришка) был включён в состав Трофимовщинского сельского поселения и сельсовета с административным центром в селе Трофимовщина.

## Население
| 2002 | 2010 | 2012 | 2013 | 2014 | 2015 | 2016 |
| ---- | ---- | ---- | ---- | ---- | ---- | ---- |
| 866  | ↘705 | ↘686 | ↘670 | ↘643 | ↘636 | ↘629 |
| 2017 | 2018 | 2019 | 2020 | 2021 |      |      |
| ↘619 | ↘596 | ↗899 | ↘854 | ↘853 |      |      |

## Состав сельского поселения
| № | Населённый пункт | Тип населённого пункта       | Население |
| - | ---------------- | ---------------------------- | --------- |
| 1 | Грабовка         | деревня                      | ↘0        |
| 2 | Киселиха         | деревня                      | ↘43       |
| 3 | Княжиха          | деревня                      | ↘2        |
| 4 | Новая Карачиха   | деревня                      | ↘17       |
| 5 | Старая Карачиха  | деревня                      | ↘19       |
| 6 | Трофимовщина     | село, административный центр | ↘624      |
| 7 | Уришка           | село                         | ↘348      |